# Ilebo
Ilebo (anteriormente conhecida como "Port-Francqui") é uma cidade na província de Cassai, na República Democrática do Congo.
Está situada no ponto navegável mais a montante do rio Cassai, fazendo da cidade o maior e mais movimentado porto deste rio.

## História

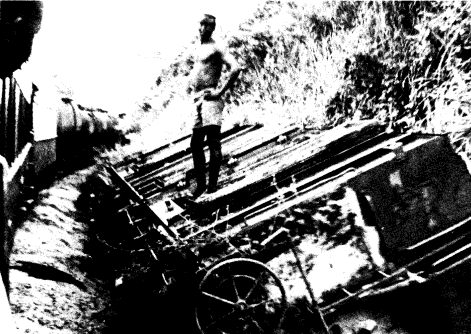
Descarrilamento em Ilebo de um trem da SNCC em 1983. Muitos comboios circularam na valiosa linha entre Ilebo e Camina, troço férreo atualmente inativo em função das guerras.

Ilebo foi fundada no século XVII como centro comercial e residência dos governantes tradicionais locais. A localidade floresceu no século XIX, e era antes da chegada dos belgas o maior assentamento na região central do Congo, com uma população estimada em 5.000 pessoas. Ilebo estava ligado a outros assentamentos através do rio e de várias estradas de terra que eram transitáveis. Em 1901, a administração colonial belga a renomeou como Port-Francqui, em homenagem ao diplomata Émile Francqui.
A cidade cresceu rapidamente sob a administração colonial belga, especialmente após a abertura do Caminho de Ferro Ilebo-Camina (ligando-se a Lubumbashi). Havia planos para estender a linha férrea até Quinxassa, inclusive com a construção de uma ponte sobre o rio Cassai começando em 1935. O processo foi interrompido depois do desabamento das obras em 12 de setembro de 1937.
Durante a Segunda Guerra Mundial, a cidade cresceu enormemente, devido ao afluxo de trabalhadores para a indústria local de fabricação de armas para o esforço de guerra. Após a independência, o nome original da cidade foi restaurado.
Em 25 de abril de 1966, na fusão das províncias de Luluaburgo e Unidade Cassaiana para formar o Cassai Ocidental, torna-se sede do território de Ilebo..
Em junho de 2013 recebe o estatuto de cidade, passando a ser composta por quatro comunas: Bembe, Cassai, Lutshwadi e Puntsha.